# Alizé Lim
Alizé Lim (Parijs, 13 juli 1990) is een tennisspeelster uit Frankrijk. In 2011 kreeg zij samen met Victoria Larrière een wildcard voor het grandslamtoernooi Roland Garros op het damesdubbelspel.
Sinds januari 2022 presenteert zij de uitzendingen vanuit The cube van de sportzender Eurosport van mediaconcern Discovery, waarin de wedstrijden op de grandslamtoernooien van commentaar worden voorzien door onder meer Mats Wilander, Tim Henman en Barbara Schett.

## Posities op deWTA-ranglijst
Positie per einde seizoen:
| jaar | rang enkelspel | rang dubbelspel |
| ---- | -------------- | --------------- |
| 2008 | 973            | –               |
| 2009 | 789            | 827             |
| 2010 | 300            | 344             |
| 2011 | 260            | 381             |
| 2012 | 297            | 275             |
| 2013 | 158            | 251             |
| 2014 | 237            | 359             |
| 2015 | 154            | 342             |
| 2016 | 213            | 148             |
| 2017 | 306            | 666             |
| 2018 | 371            | 1103            |
| 2019 | 545            | 730             |
| 2020 | 615            | 851             |
| 2021 | 818            | 1131            |

## Resultaten grandslamtoernooien
| Legenda | Legenda                          |
| ------- | -------------------------------- |
| g.t.    | geen toernooi gehouden           |
| l.c.    | lagere categorie                 |
| –       | niet deelgenomen                 |
| G       | uitgeschakeld in de groepsfase   |
| 1R      | uitgeschakeld in de eerste ronde |
| 2R      | uitgeschakeld in de tweede ronde |
| 3R      | uitgeschakeld in de derde ronde  |
| 4R      | uitgeschakeld in de vierde ronde |
| KF      | uitgeschakeld in de kwartfinale  |
| HF      | uitgeschakeld in de halve finale |
| F       | de finale verloren               |
| W       | het toernooi gewonnen            |
| w-v     | winst/verlies-balans             |

### Enkelspel
| toernooi        | 2014 | 2015 | 2016 | 2017 |
| --------------- | ---- | ---- | ---- | ---- |
| Australian Open | –    | –    | –    | –    |
| Roland Garros   | 1R   | 1R   | 1R   | 1R   |
| Wimbledon       | –    | –    | –    | –    |
| US Open         | –    | –    | –    | –    |

### Vrouwendubbelspel
| toernooi        | 2011 |    | 2013 | 2014 | 2015 | 2016 | 2017 |
| --------------- | ---- | -- | ---- | ---- | ---- | ---- | ---- |
| Australian Open | –    | –  | –    | –    | –    | –    |      |
| Roland Garros   | 1R   | 1R | 1R   | 1R   | 1R   | 1R   |      |
| Wimbledon       | –    | –  | –    | –    | –    | –    |      |
| US Open         | –    | –  | –    | –    | –    | –    |      |